# Peinture animée
La peinture animée est un ensemble de techniques du cinéma d'animation qui reprend les caractéristiques et l'allure de la peinture d'art en y ajoutant le mouvement. Les films de peinture animée peuvent être réalisés en utilisant du pastel, de la gouache, de la peinture à l'huile ou de l'acrylique. Les supports utilisés sont divers et vont du papier à la toile, en passant par le cellulo, le calque ou le verre. Ils sont souvent effectués avec moins d'images par seconde que le dessin animé classique.

## Historique et définition
Comme l'explique l'essayiste et programmateur français Xavier Kawa-Topor, « à la différence d’un tableau, la peinture animée ne peut se concevoir dans un temps arrêté. Elle n’existe que dans le mouvement, dans l’avant qu’elle efface et l’après qu’elle prépare. Elle est un perpétuel repentir. Cinématographique de par la temporalité dans laquelle elle s’inscrit, elle se distingue fondamentalement du cinéma en prises de vue directes, et peut-être même du dessin animé, par le système de « convention dévoilée » dans lequel elle s’inscrit. En effet, là où le « cinéma réel » crée l’illusion d’un enregistrement du temps par la succession à l’écran de 24 images par seconde, là où le dessin animé crée celle d’un mouvement opaque, la peinture animée, au contraire, dévoile ses procédés, signe le mouvement comme acte de création par le déplacement de la matière – gouache, pastel, acrylique… – par laquelle elle procède ».
Cette technique trouve son origine dans les premiers films d’Émile Reynaud qui peignait des images sur des plaques de verre reliées entre elles par du tissu. Cela formait une succession de dessins réalisant une animation qu'il projetait grâce à son invention le « théâtre optique » amélioration du « praxinoscope à projection » qu'il avait aussi inventé, sur un écran au musée Grévin.
Il s'agissait des tout premiers dessins animés avant même l'invention du cinéma désigné comme tel (sur pellicule) par les frères Lumière, on parle parfois de "pré-cinéma".
Des premiers films d’Émile Reynaud (appelés par lui « pantomimes lumineuses ») les seuls qui aient été sauvés de la destruction sont "Pauvre Pierrot" (1891) et "autour d'une cabine" (1893).

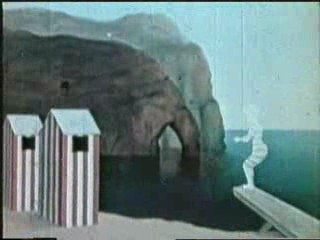
"Autour d'une cabine", film d'Emile Reynaud de 1893

## Différentes techniques
Plusieurs techniques sont possibles en plus des différents matériaux cités plus haut. Ainsi, les animateurs peuvent travailler directement sur le support, comme ont pu le faire des réalisateurs comme le polonais Witold Giersz (en) (Koń, Pożar), et donc peindre directement des images qui créent une animation lorsqu'on les visionne les unes à la suite des autres à une cadence définie (le nombre d'images par seconde) comme pour un film d'animation traditionnel.

### Peinture sur verre
La réalisatrice canadienne Caroline Leaf voit son court métrage La Rue (1976), adaptation d'une nouvelle de l'écrivain montréalais Mordecai Richler, être mis en nomination pour un Oscar. Devenu depuis un classique du cinéma d'animation, ce film se distingue par l'audace et la virtuosité des transitions dessinées par la cinéaste. Le média utilisé par Caroline Leaf, que l'on pourrait prendre pour de la peinture à l'huile, est en fait, pour des raisons de confort de travail (la térébenthine est très volatile) constitué de gouache mélangée à un peu de glycérine.
Le réalisateur russe Alexandre Petrov travaille à la peinture sur verre. Il est l'auteur de chef-d'œuvre du genre comme L'homme ridicule (1992), La sirène (1997), Le vieil homme et la mer (1999).
La française Florence Miailhe utilise également cette technique sur certains de ses films comme Au premier dimanche d'août (2000) ou Conte de quartier (2006), et par cinéaste d'origine iranienne Masoud Raouf dans son court métrage Bleu comme un coup de feu (2003).

### Rotoscopie
D'autres travaillent sur le principe de la rotoscopie. Il s'agit alors de traiter avec la matière (peinture, pastel, etc.) un support sur lequel tout ou partie des images qui créeront l'animation sont déjà présente. Par exemple, Gianluigi Toccafondo « repasse » à la peinture dans ses films des images imprimées, photocopiées et déformées, en vue de créer une nouvelle image. L'assemblage de toutes ces peintures crée de nouveau une animation.
Des réalisateurs comme Wendy Tilby and Amanda Forbis (en) (ONF) qui a réalisé When the Day Breaks travaillent de la même manière sans nécessairement faire des déformations d'images.
La rotoscopie, comme le dit Claude Cloutier dans un entretien sur son film La tranchée, permet de ne pas forcément se soucier du dessin d'animation (car le support peut par exemple être une image qui a été filmée) et donc de laisser une certaine liberté au niveau de l'image et de son expressivité.
Reconnu en tant que maître de la peinture animée, le cinéaste suisse George Schwizgebel a utilisé la rotoscopie pour certains de ses courts métrages.
En 2017, Dorota Kobiela et Hugh Welchman réalisent le long métrage La Passion Van Gogh en copiant et en modifiant les plus célèbres tableaux de Vincent Van Gogh. L'intrigue implique Armand Roulin, dont Van Gogh avait peint le portrait. Chaque image des acteurs filmés a été ensuite peinte en rotoscopie.

### Peinture sur pellicule
Le premier film de Len Lye peint directement sur la pellicule est A Colour Box en 1935.
Le Néo-Zélandais Len Lye et les Canadiens Norman McLaren et Steven Woloshen ont peint sur la pellicule.

## Artistes et réalisateurs contemporains
- Martine Chartrand : Auteure du film d'animation Âme noire (2001) d'une durée de 09 min 47 s[8]. Ce film d'animation réalisé sur verre inversé est distribué par la maison de production Office national du film du Canada et est identifié dans le répertoire des films canadiens.
- Florence Miailhe, réalisatrice de films en peinture animée sur verre comme Hammam ou Conte de quartier.
- Gianluigi Toccafondo, réalisateur de films rotoscopés aux déformations singulières : La coda (1989), La Pista (1991), La pista del Maiale (1992), Le criminel (1993), Pinnochio (1999), Essere Morti o Vivi e la Siessa Cosa (2000), et d'autres.
- Alexandre Petrov, réalisateur du film Le vieil homme et la mer.
- ALIMO (ja)
- Patrick Rebeaud
- Georges Schwizgebel
- Michaela Müller
- Dorota Kobiela
- Stéphanie Varela : réalisatrice et plasticienne, spécialiste de la peinture animée. Voir : http://stephanievarela.com/
- Physique de la tristesse (2019) de Theodore Ushev (utilise la technique peinture à l'encaustique)[9].